# Шкофья-Лока
Шкофья-Лока (словен. Škofja Loka) — город в центральной части Словении, административный центр одноимённой общины в регионе Гореньска. Близ города сливаются реки Сельшка Сора (Selška Sora) и Полянска Сора (Poljanska Sora), образуя реку Сора. Население города — 12 289 человек по данным переписи 2002 года, население всей общины — 22 093.

## География и транспорт
Шкофья-Лока расположена в 25 километрах к северо-западу от столицы страны Любляны и в 15 километрах в юго-востоку от Краня. Через город проходит автодорога Любляна — Толмин.
Город расположен в гористой местности, в горах Лока.

## История

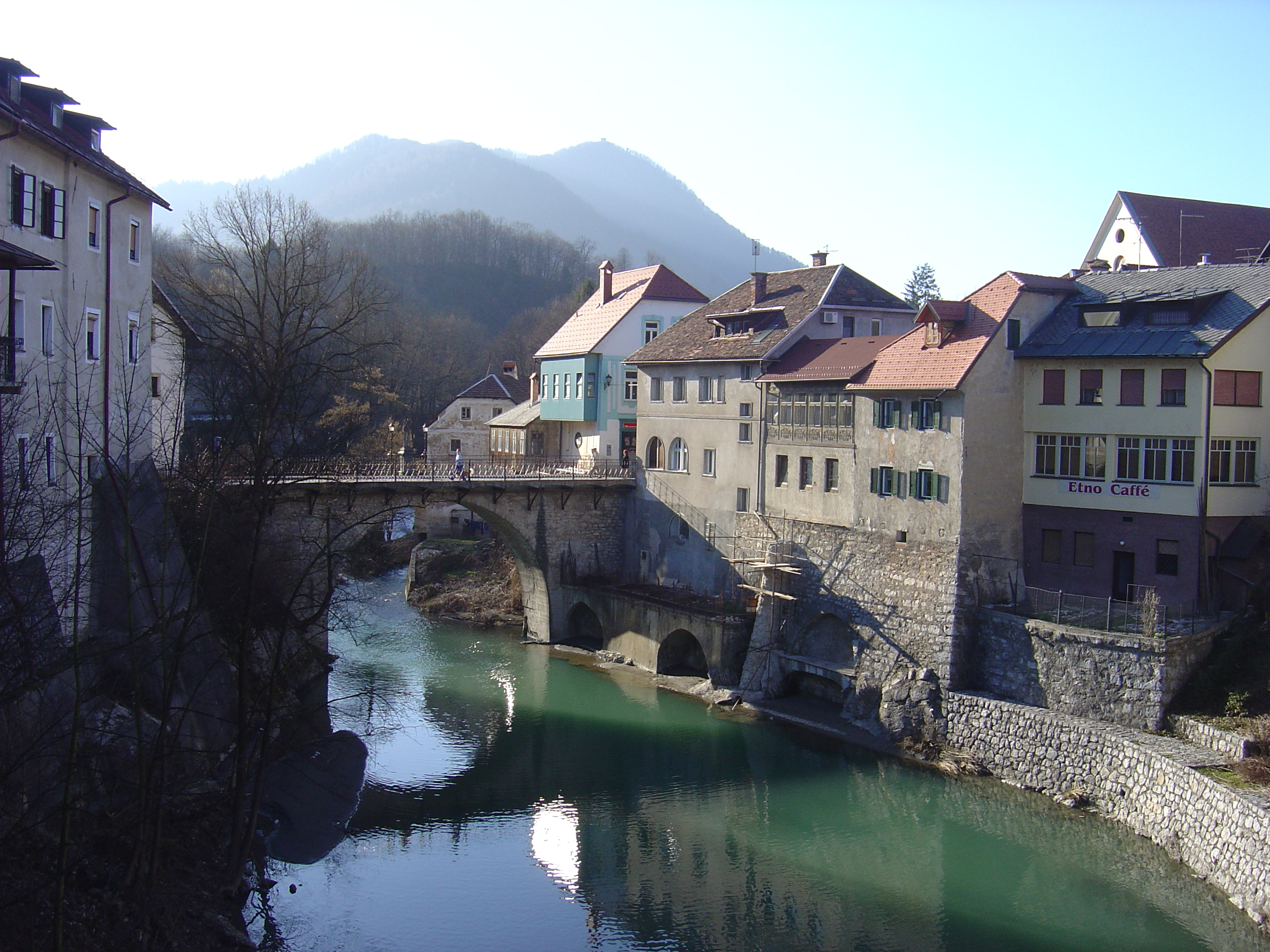

История города ведёт начало с 973 года, когда император Оттон II даровал территорию в горах Лока епископу Фрайзинга. В связи с этим поселение получило имя Шкофья-Лока (словен. škof — епископ). В Средние века поселение росло, занимая территорию вокруг места слияния рек Селешка Сора и Полянска Сора.
В 1274 году поселение получило статус города. В начале XIV века была построена городская стена. В 1511 году город был сильно повреждён землетрясением. В 1526 г. в Шкофья-Локе получило распространение лютеранство.
В XVI—XVIII веках в городе было построено большое количество каменных зданий, большинство из них сохранилось, что принесло старому городу Шкофьи-Локи славу лучшего из сохранившихся средневековых городов Словении.

## Города-побратимы
- Маасмехелен, Бельгия
- Смедеревска-Паланка, Сербия